# Albert Naudé
Albert Heinrich Ferdinand Naudé (* 13. November 1858 in Jüterbog (damalige Schreibweise Jüterbogk); † 17. Dezember 1896 in Marburg) war ein deutscher Historiker.

## Leben
Naudé hatte hugenottische Vorfahren. Er wurde 1858 als Sohn eines Justizrats und Rechtsanwaltes geboren. Naudé wuchs in Jüterbog und Potsdam auf, war dort auf dem Gymnasium, zuletzt als Primus Omnium. Er studierte von 1879 bis 1883 Philologie und Geschichte an der Friedrich-Wilhelms-Universität Berlin. Er hörte bei u. a. Johann Gustav Droysen, Heinrich von Treitschke, Reinhold Koser und Gustav Schmoller. 1883 wurde er bei Harry Bresslau mit der Dissertation Die Fälschung der aeltesten Reinhardsbrunner Urkunden zum Dr. phil. promoviert. 1888 habilitierte er sich. Während des Studiums trat er dem Verein Deutscher Studenten Berlin bei.
1890 wurde er außerordentlicher Professor für preußische Geschichte und Hilfswissenschaften in Berlin. Von 1893 bis 1896 war er ordentlicher Professor für Neuere Geschichte an der Universität Marburg. Zu seinen akademischen Schülern gehörten u. a. Gustav Berthold Volz, Moritz von Rauch und Georg Küntzel. Seine Professur in Freiburg im Breisgau konnte er nicht mehr antreten.
Er wurde auf dem Alten Friedhof Potsdam beigesetzt. Sein Bruder war der Wirtschaftshistoriker Wilhelm Naudé.

## Schriften (Auswahl)
- Die Fälschung der aeltesten Reinhardsbrunner Urkunden. Weber, Berlin 1883.
- Friedrich des Großen Angriffspläne gegen Österreich im Siebenjährigen Kriege. Elwert, Marburg 1893.